# Tweede Kamerverkiezingen in het kiesdistrict Groningen (1897-1918)
Tweede Kamerverkiezingen in het kiesdistrict Groningen (1897-1918) geeft een overzicht van verkiezingen voor de Nederlandse Tweede Kamer in het kiesdistrict Groningen in de periode 1897-1918.
Het kiesdistrict Groningen was al ingesteld in 1848. In 1897 werd het meervoudige kiesdistrict Groningen gesplitst in twee kiesdistricten, Groningen en Hoogezand, die voortaan elk één lid afvaardigden naar de Tweede Kamer. Tot het kiesdistrict Groningen behoorde vanaf dat moment uitsluitend de gemeente Groningen.
Legenda
- cursief: in de eerste verkiezingsronde geëindigd op de eerste of tweede plaats, en geplaatst voor de tweede ronde;
- vet: gekozen als lid van de Tweede Kamer.

## 15 juni 1897
De verkiezingen werden gehouden na ontbinding van de Tweede Kamer.
|                       | 15 juni | 25 juni |
| --------------------- | ------- | ------- |
| Kiesgerechtigden      | 5.630   | 5.630   |
| Opkomst               | 4.439   | 4.492   |
| Geldige stemmen       | 4.315   | 4.423   |
| Blanco stemmen        | 124     | 69      |
| Kandidaten            |         |         |
| H.L. Drucker          | 1.709   | 2.651   |
| S. van Houten         | 1.024   | 1.703   |
| A. Brummelkamp        | 1.005   |         |
| J. Domela Nieuwenhuis | 362     |         |
| F. van der Goes       | 215     |         |

## 14 juni 1901
De verkiezingen werden gehouden na ontbinding van de Tweede Kamer.
|                   | 14 juni | 27 juni |
| ----------------- | ------- | ------- |
| Kiesgerechtigden  | 6.424   | 6.424   |
| Opkomst           | 5.241   | 4.944   |
| Geldige stemmen   | 5.184   | 4.914   |
| Blanco stemmen    | 57      | 30      |
| Kandidaten        |         |         |
| H.L. Drucker      | 2.481   | 3.176   |
| S. van Houten     | 1.428   | 1.738   |
| W.P.G. Helsdingen | 704     |         |
| N. de Ridder      | 571     |         |

## 9 augustus 1901
De verkiezingen van 14 en 27 juni 1901 werden ongeldig verklaard omdat de gekozen kandidaat, Herman Drucker, vanwege een verblijf in Zwitserland verzuimd had tijdig aan te geven dat hij de benoeming zou aanvaarden. Om in de ontstane vacature te voorzien werd een naverkiezing gehouden. 
|                  | 9 augustus |
| ---------------- | ---------- |
| Kiesgerechtigden | 6.424      |
| Kandidaten       |            |
| H.L. Drucker     |            |

Drucker was de enige kandidaat; hij werd zonder nadere stemming gekozen verklaard.

## 16 juni 1905
De verkiezingen werden gehouden na ontbinding van de Tweede Kamer.
|                            | 16 juni | 28 juni |
| -------------------------- | ------- | ------- |
| Kiesgerechtigden           | 7.849   | 7.849   |
| Opkomst                    | 6.618   | 6.590   |
| Geldige stemmen            | 6.539   | 6.556   |
| Blanco stemmen             | 79      | 34      |
| Kandidaten                 |         |         |
| H.L. Drucker               | 2.573   | 4.405   |
| A.F. de Savornin Lohman    | 1.897   | 2.151   |
| H. Gorter                  | 1.230   |         |
| J. van Aulnis de Bourouill | 815     |         |
| F. van der Pers            | 24      |         |

## 11 juni 1909
De verkiezingen werden gehouden na ontbinding van de Tweede Kamer.
|                         | 11 juni |
| ----------------------- | ------- |
| Kiesgerechtigden        | 9.096   |
| Opkomst                 | 6.964   |
| Geldige stemmen         | 6.838   |
| Blanco stemmen          | 126     |
| Kandidaten              |         |
| H.L. Drucker            | 3.501   |
| A.F. de Savornin Lohman | 2.170   |
| W.H. Vliegen            | 1.167   |

## 17 juni 1913
De verkiezingen werden gehouden na ontbinding van de Tweede Kamer.
|                  | 17 juni | 25 juni |
| ---------------- | ------- | ------- |
| Kiesgerechtigden | 10.452  | 10.452  |
| Opkomst          | 8.878   | 7.565   |
| Geldige stemmen  | 8.741   | 7.499   |
| Blanco stemmen   | 137     | 66      |
| Kandidaten       |         |         |
| D. Bos           | 3.760   | 4.171   |
| G.W. Sannes      | 2.451   | 3.328   |
| J. Ankerman      | 2.406   |         |
| G. Sterringa     | 124     |         |

## 13 augustus 1913
Dirk Bos was bij de verkiezingen van 17 en 25 juni 1913 gekozen in twee kiesdistricten, Groningen en Winschoten. Hij opteerde voor Winschoten, als gevolg waarvan in Groningen een naverkiezing gehouden werd.
|                  | 13 augustus |
| ---------------- | ----------- |
| Kiesgerechtigden | 10.452      |
| Opkomst          | 5.795       |
| Geldige stemmen  | 5.730       |
| Blanco stemmen   | 65          |
| Kandidaten       |             |
| J. Limburg       | 3.786       |
| E. Rugge         | 1.863       |
| G. Sterringa     | 81          |

## 15 juni 1917
De verkiezingen werden gehouden na ontbinding van de Tweede Kamer.
|                  | 15 juni |
| ---------------- | ------- |
| Kiesgerechtigden | 12.372  |
| Opkomst          | 5.340   |
| Geldige stemmen  | 5.225   |
| Blanco stemmen   | 115     |
| Kandidaten       |         |
| J. Limburg       | 3.070   |
| S. van Houten    | 1.660   |
| G. Sterringa     | 495     |

## Opheffing
De verkiezing van 1917 was de laatste verkiezing voor het kiesdistrict Groningen. In 1918 werd voor verkiezingen voor de Tweede Kamer overgegaan op een systeem van evenredige vertegenwoordiging met kandidatenlijsten van politieke partijen.